# Tüpfelzwergspecht
Der Tüpfelzwergspecht (Picumnus innominatus) ist eine Vogelart aus der Gattung der Zwergspechte (Picumnus) aus der Familie der Spechte (Picidae).
Der Vogel kommt in China, Indien und Südostasien vor.
Der Lebensraum umfasst feuchten Laub- und Mischwald, Bergwald, Sekundärwald, bevorzugt mit Bambus bis 2000–3000 m im Nordwesten des Himalayas.
Der Artzusatz kommt von lateinisch innominatus ‚unbenannt, ohne Namen‘.

## Merkmale
Die Art ist 9–10 cm groß und wiegt 9–13 g. Sie hat ein auffallendes weiß berandetes schwärzlich-olives Band hinter dem Auge bis zum Nacken reichend. Beim Männchen ist die Stirn rotbraun-orange bis gelb gebändert oder schwarz gefleckt, die Zügel sind gelblich-weiß, der Kinnstreif ist schwarz mit weißen Federfransen. Kopf und Nacken sind oliv-grün, die Oberseite heller. Die Flügel und Flügeldecken sind bräunlich-schwarz mit grünlichen oder gelb-grünen Rändern. Die sanft gerundete Schwanzoberseite ist schwarz, das mittlere Federpaar hat auf der Innenseite einen weißen Streifen, die beiden äußeren Steuerfedern haben subterminale weiße Flecken. Kinn und Kehle sind matt weiß in etwas Gelblich übergehend mit einzelnen schwarzen Flecken. Die übrige Unterseite ist weiß bis blass gelblich-weiß mit schwarzen Flecken, die Flanken sind etwas gebändert, Unterbauch und Unterschwanzdecken meist schlicht ohne Markierungen. Die Flügelunterseite ist grau, die Flügeldecken gelblich überhaucht und schwarz gefleckt. Der schwarze oder bläulich-schwarze Schnabel ist kurz, der Schnabelfirst leicht gebogen. Die Iris ist braun, die Orbitalhaut blau-grau, die Beine sind blau-grau.
Das Weibchen hat oliv-grüne Flecken an der Stirn. Jungvögel sind matter gefärbt, der Schnabel ist heller.

## Geografische Variation
Es werden folgende Unterarten anerkannt:
- P. i. innominatus Burton, 1836, Nominatform, – Nordosten Afghanistans, Nordpakistan, Kaschmir bis Südosttibet, Nepal und Nordostindien
- P. i. malayorum Hartert, EJO, 1912 – Indische Halbinsel bis Nordostindien und Südchina, Indochina, Sumatra und Borneo, etwas kleiner, matter gefärbt, dunkler, aber kräftiger gefleckt an der Unterseite, Scheitel mit mehr Grün
- P. i. chinensis (Hargitt, 1881) – Zentral-, Ost- und Südchina, etwas größer, Kopfkappe und Rücken zimtbraun, Gesicht mit mehr Braun, Zügel weißlicher, gröbere Zeichnung der Unterseite.

## Stimme
Der Gesang des Männchens wird als hohes scharfes „spit spit“, als „ti-ti-ti-ti-ti“ oder „sik-sik-sik“ beschrieben, häufig hört man auch lang anhaltendes Trommeln auf Bambus oder Totholz.

## Lebensweise
Die Art ist ein Standvogel. Die Nahrung besteht aus Insekten und deren Larven, bevorzugt Ameisen aller Art, die einzeln oder paarweise, auch lose zusammen mit Gemischten Jagdgesellschaften im Unterwuchs, auf Stämmen und Ästen kleiner Bäume, auch in Büschen, Schlingpflanzen und Bambus gesucht werden. Oft fällt der Vogel durch hartnäckiges Hämmern auf. Manche Beute wird auch im Fluge ergattert.
Die Brutzeit liegt zwischen Januar und Mai. Die Nisthöhle in 1–5 m Höhe in einem kleinen Baum oder abgestorbenem Ast wird von beiden Elternvögeln gebaut.
Das Gelege besteht aus 2–4 Eiern. Beide Elternvögel brüten und versorgen die Jungen.

## Gefährdungssituation
Der Bestand gilt als „nicht gefährdet“ (least Concern).